# John Stowell
John Stowell, (Connecticut, 1950. július 30. –) amerikai dzsesszgitáros.

## Pályafutása
John Stowell Linc Chamberland (gitár) és John Mehegan (zongora) növendéke volt. Az 1970-es évek elején kezdte a profi zenészpályát. Néhány évvel később New Yorkban megismerkedett David Friesen basszusgitárossal. Létrehoztak egy duót, amely hét éven át turnézott vele az Egyesült Államokban, Kanadában, szerte Európában és Ausztráliában.
1983-ban John Stowell és David Friesen Paul Horn fuvolistával, Robin Horn dobossal, a Szovjetunióban turnéztak. Negyven év múltán ez volt az első alkalom, hogy amerikai dzsesszegyüttes kapott ott nyilvános fellépésekre meghívást. Stowell 1993-ban, 1995-ben, 1998-ban és 2012-ben Oroszországban és számos városban játszott.
John továbbra is turnézik, amellett tanít, illetve tanított, Németországban, Indonéziában, Argentínában, az Egyesült Államokban és Kanadában. 1995 óta számos magazin munkatársa (Down Beat, a Gitar Player, a Canadian Musician, Soundcheck (Németország), Gitar Club (Olaszország).
David Friesen basszusgitárossal két Oscar-díjra jelölt rövidfilm filmzenéjén is dolgozott. A „Through the Listening Glass” című lemezt „Az évtized tíz legjobb dzsesszalbumának” választották. Milt Jackson, Lionel Hampton, Art Farmer, Conte Condoli, Herb Ellis, Billy Higgins, Billy Hart, Richie Cole, Paul Horn, Dave Liebman és még sokan dolgoztak ezen a lemezen.

## Albumok
- Golden Delicious (1977)
- Through the Listening Glass with David Friesen (1978)
- Other Mansions with David Friesen (1980)
- Somewhere (1995)
- Picture in Black and White with Uwe Kropinski (1997)
- Elle (2000)
- Scenes (2001)
- The Banff Sessions (2002)
- Listen to This with Frank Haunschild (2004)
- Resonance ( 2005)
- Solitary Tales (2009)
- Shot Through with Beauty with Michael Zilber (2011)
- New York Conversations with Kendra Shank (2013)
- Italian Conversation with Michele Campobasso and Viz Maurogiovanni (2014)
- Anytime with Tomas Sauter (2016)
- Cosmology with Rolf Jardemark (2016)
- Night Visitor with Ulf Bandgren (2017)
- Petite Fleur with Dave Liebman (2018)
- Rain Painting (2021)